# Remetea
Remetea es una comuna ubicada en el distrito de Harghita, Rumania.

## Superficie
Cuenta con una superficie de 107,7 kilómetros cuadrados.

## Demografía
Hasta 2021 la población era de 5953 habitantes, con una densidad de población de 55,26 habitantes por kilómetro cuadrado.